# Dioscoreophyllum
Dioscoreophyllum é um género botânico pertencente à família Menispermaceae.

## Espécies
- Dioscoreophyllum gossweileri Exell
- Dioscoreophyllum oligotrichum Diels (name of uncertain status)
- Dioscoreophyllum volkensii Engl. (syn. D. cumminsii (Stapf) Diels)